# Daniele Arcioni
Pour les articles homonymes, voir Arcioni.
Daniele Arcioni (ou Daniele Circioni), né à Milan, est un graveur, nielleur et émailleur actif vers 1500.

## Biographie
Daniele Arcioni naît à Milan.
Florissant vers 1500, ont croit que cet artiste est un contemporain de Maso Finiguerra et d'autres éminents nielleurs.
Dans la collection Gatteaux[Lequel ?] à Paris, se trouvaient un certain nombre de petites tablettes décorées de madones dont les figures sont peintes sur émail, sur fond bleu.